# Margaret Moth
Margaret Moth (* 21. August 1951 in Gisborne, Neuseeland; † 21. März 2010 in Rochester (Minnesota)) war eine neuseeländische Fotojournalistin und Kamerafrau.

## Leben
Sie wurde als Margaret Wilson geboren. Ihr Vater baute und verkauft Swimmingpools. Margaret war technisch interessiert und wollte ursprünglich Mechanikerin werden, konnte aber keine Lehrstelle finden. Ein anderes Hobby war Photographie, sie hatte bereits mit acht Jahren eine Kamera bekommen und so studierte sie Film und Photographie an der University of Canterbury in Christchurch. Nach ihrem Abschluss ging sie zu dem Lokalsender DNTV2 in Dunedin. Dort wurde sie die erste Kamerafrau in Neuseeland. Sie brachte ihre Videobänder selbst zum Flughafen, damit diese in den nationalen Abendnachrichten erscheinen konnten. Ihre Hobbys waren in dieser Zeit das Glockenläuten in der Kirche und Fallschirmspringen. Margarets Variante des Fallschirmspringen war etwas spezieller: Da es keinen Verein gab, ließ sie sich einfach von Piloten mitnehmen, sprang und landete irgendwo. In ihren Zwanzigern beschloss sie, ihren Namen zu ändern, da es ihrer Meinung nach zu viele Margaret Wilsons gab. Sie wollte sich ursprünglich Margaret Tiger Moth nennen – nach dem Flugzeug – war aber abgelehnt wurde. Daher wurde ihr Name Margaret Gipsy Moth.
Nach einiger Zeit wechselte sie zum nationalen Fernsehen TVNZ. Sie berichtete von vielen bekannten Krisenorten der Welt, so war sie 1984 in Indien, als es nach der Ermordung von Indira Gandhi zu Unruhen kam. Sie berichtete über die Kriege in Georgien, im Libanon, in Zaire, Somalia und Tschetschenien.
Inzwischen wechselte sie zu KHOU 11, dieser sendet aus Houston (Texas) in den USA. Im Jahr 1990 wechselte sie zu dem Nachrichtensender CNN. Ihr erster Auftrag führte sie in den Golfkrieg und nach Kuwait. Danach folgte der Bosnienkrieg, wo sie schwer verletzt wurde.
Am 23. Juli 1992 war sie in Sarajevo. Von ihrem durchlöcherten Hotel aus hatte sie bereits Aufnahmen serbischer Stellung gemacht. Das Team wollte nun Interviews auf dem Flughafen machen, dazu musste aber die Sniper Alley durchquert werden. Hier wurde das Fahrzeug und Moth getroffen. Das Geschoss zertrümmerte ihren Unterkiefer, die Zähne und zerriss die Zunge. Nach einer Notoperation wurde sie in die USA ausgeflogen und in der Mayo Klinik behandelt. Sie konnte monatelang nicht sprechen und hatte auch später damit Probleme. 1994 kehrte sie nach Sarajevo zurück, um wieder zu filmen. 2002 filmte sie im Westjordanland, als israelische Truppen Yasser Arafat umstellt hatten.
Sie lebte in Istanbul, als bei ihr Darmkrebs diagnostiziert wurde. Nachdem sie die Nachricht erhalten hatte, ging sie zum Sterben in ein Hospiz in Rochester. Moth war nicht verheiratet und hinterließ 25 streunende Katzen, um die sich danach ein befreundeter Kameramann kümmerte.
Bei ihren Kollegen war sie als Lady in Black bekannt. Sie hatte schwarzes Haar, benutzte schwarzen Eyeliner und schwarze Kleidung. Sogar die Felgen ihres Autos hatte sie schwarz angemalt.

## Dokumentationen
Über ihr Leben entstanden bisher zwei Dokumentarfilme:
- 2009 – Fearless: The Margaret Moth Story (CNN Dokumentation)
- 2024 – Never Look Away (Dokumentarfilm unter der Regie von Lucy Lawless)[1]

## Auszeichnung
Von der International Women’s Media Foundation erhielt sie 1992 den Courage in Journalism Award (dt.: Auszeichnung für journalistischen Mut).